# Sofijská univerzita
Sofijská univerzita, plným názvem Sofijská univerzita svatého Klimenta Ochridského (bulharsky: Софийски университет „Св. Климент Охридски“) je veřejná výzkumná univerzita v bulharském hlavním městě Sofii. Byla založena roku 1888, a je tak nejstarší vysokoškolskou institucí v Bulharsku. Status univerzity získala roku 1904. Základní kámen nové budovy Sofijské univerzity (rektorát) byl položen 30. června 1924. 

## Historie
Finanční prostředky zajistili bratři Evlogi a Christo Georgievovi. Rektorát byl postaven podle původních plánů francouzského architekta Henriho Bréançona, který vyhrál soutěž již v roce 1907. Plány vypracoval Nikola Lazarov a revidoval Jordan Milanov, který stavbu také řídil, ale zemřel před oficiálním otevřením 16. prosince 1934. Hlavní budova má rozlohu 18 624 metrů čtverečních plochy a celkem 324 místností. Univerzita je rozčleněna na 16 fakult a studuje na ní okolo 20 tisíc studentů. Podle QS World University Rankings 2024 jde o nejkvalitnější vysokou školu v Bulharsku a 17. nejkvalitnější ve východní Evropě (740.-751. na světě).